# Paratetrica opalina
Paratetrica opalina är en insektsart som beskrevs av William Lucas Distant 1916. Paratetrica opalina ingår i släktet Paratetrica och familjen sköldstritar. Inga underarter finns listade i Catalogue of Life.